# Eolus Vind
Eolus Vind AB är ett svenskt företag inom vindkraftsindustrin, bildat 1990, med huvudkontor i Hässleholm. Bolaget har kontor i Malmö, Göteborg, Sundsvall, Halmstad, Warszawa, Espoo, Riga och La Jolla. Huvudinriktningen är att utveckla, etablera och förvalta förnybara energiprojekt inom vindkraft på land och till havs, solkraft och energilagring och bolaget erbjuder såväl lokala som internationella investerare investeringsmöjligheter i Norden, USA, Polen och Baltikum. 
Bolagsnamnet är taget efter vindens gud. Bolaget grundades av Bengt Simmingsköld, VD sedan 2012 är Per Witalisson. Bolaget är sedan 2015 börsnoterat på Stockholmsbörsen.

## Affärsområden
Bolagets huvudsakliga verksamhet är att projektera och uppföra anläggningar för förnybar energi och energilagring, de bidrar även med att sköta drift och administration av anläggningar för kunders räkning.
Eoluskoncernen består av moderbolaget Eolus Vind AB (publ), en rad dotterbolag och bolag som bildats för att driva specifika projekt.
Eolus har än så länge verksamhet i Sverige, Norge, Finland, USA, Polen, Estland och Lettland. 

## Historia
År 1990 Bolaget bildades i Osby.
År 1991 Det första verket på 0,2MW reses på Öland
År 1996 Det första verket på 0,6MW reses på Gotland
År 2002 Det första verket på 1,8MW etableras i Skåne
År 2004 Företaget flyttar till Hässleholm. Samma år reste man sitt 100:e vindkraftverk.
År 2007 Bolaget ansöker om marknadsnotering på Alternativa aktiemarknaden
År 2009 Företaget etablerar sitt 200:e vindkraftverk och noteras på First North